# Aldehuela de Yeltes
Aldehuela de Yeltes è un comune spagnolo di 282 abitanti situato nella comunità autonoma di Castiglia e León.